# Desmopachria striola
Desmopachria striola är en skalbaggsart som beskrevs av Sharp 1887. Desmopachria striola ingår i släktet Desmopachria och familjen dykare. Inga underarter finns listade i Catalogue of Life.